# Berliner Eisenschmuck
Mit dem sogenannten fer de Berlin (französisch ‚Berliner Eisen‘) bezeichnete man um 1800 einen aus feinem Eisendraht hergestellten Eisenschmuck. Die Schlichtheit des Materials, sein „spröder“ Charakter sowie die klaren Konturen entsprachen den bürgerlichen Vorstellungen der Zeit nach Beständigkeit, Bescheidenheit und Zurückhaltung. Später dehnte man die Bezeichnung dann als Handelsmarke generell für Produkte Berliner Eisenkunstgießereien aus.

## Entwicklung
Der Aufstieg und Niedergang des Berliner Eisenkunstgusses umfasst den Zeitraum vom Ende des 18. Jahrhunderts bis zur Mitte des 19. Jahrhunderts und wird maßgeblich von historischen Begebenheiten bestimmt. Die Eroberung weiter Teile Europas durch die napoleonische Armee nach der Französischen Revolution, die Befreiungskriege 1813–1815, die Neuordnung Europas auf dem Wiener Kongress sowie die bürgerliche Revolution von 1848.
Den Anstoß zur Entstehung des „Berliner Eisens“ gaben um 1750 rein kommerzielle staatliche Überlegungen: Preußen sollte von schwedischen Eisengießereien, besonders hinsichtlich des Artillerie- und Munitionsbedarfs, unabhängig gemacht werden. Ketten mit Eisenmünzen zur Erinnerung an heldenhafte Siege machten das Eisen schnell volkstümlich. Für die Freiheitskämpfer entwarf Karl Friedrich Schinkel das Eiserne Kreuz als nationales Ehrenzeichen.

Trauring „Gold gab ich für Eisen“, Berlin 1813

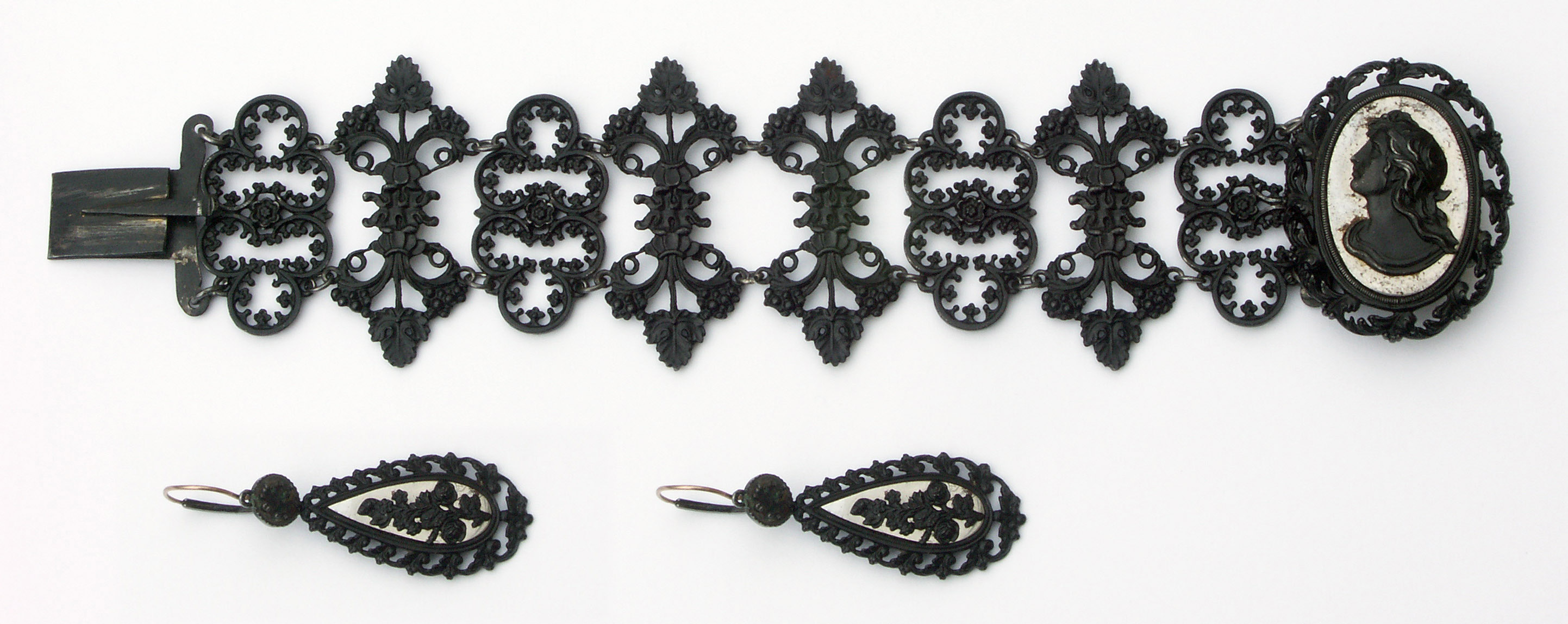
Berliner Eisenschmuck

## Schmuck als politisches Symbol
Hauptartikel Gold gab ich für Eisen
Nachdem 1813 Prinzessin Marianne von Preußen an alle Frauen Preußens appellierte, ihren Goldschmuck abzugeben, um im Austausch dafür eine Eisenbrosche oder Ring mit der Aufschrift „Gold gab ich für Eisen“ zu erhalten, wurde das Tragen von Eisenschmuck zur Mode aller Patrioten, die damit ihren persönlichen Beitrag zur Unterstützung der Befreiungskriege dokumentieren wollten.
Der Aufruf wurde im Ersten Weltkrieg wiederholt. Trauringe, Broschen und Schmuckringe (zum Teil die Symbolik des Eisernen Kreuzes aufgreifend) wurden an die spendenwilligen Bürger und Bürgerinnen ausgegeben.

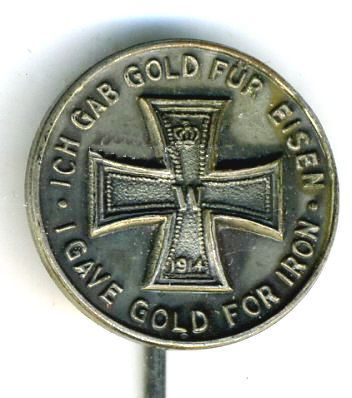
Eisenschmuck für Goldspende deutschstämmiger Amerikaner, 1916

## Die Gießereien
Zu den wichtigsten Gießereien in Preußen zählten die Eisengießerei von Gleiwitz, die 1796 mit der Produktion begann und in der der erste Kokshochofen Deutschlands stand und die 1804 vor dem Neuen und Oranienburger Tor als Tochteranstalt gegründete staatliche Eisengießerei Berlin. Die dritte der großen preußischen Eisengießereien mit einer Abteilung für Kunstguss war die Sayner Hütte bei Neuwied in der Nähe von Koblenz.
Im Jahr 1806 nahm Johann Conrad Geiß, ein Offenbacher Juwelier, der sich in Berlin niedergelassen hatte, Eisenschmuck der Gießerei Gleiwitz in sein Warensortiment auf. Der gute Absatz der Ware ermutigte ihn zur Gründung einer eigenen kleinen Gießerei in Berlin. Auf diese Weise entstanden unter anderem äußerst filigrane Armbänder, Ohrgehänge oder Diademe in naturalistischen Blüten- und Blattformen.
Siméon Pierre Devaranne (1789–1859) stellte ebenfalls Eisenschmuck her und war ein bedeutender Konkurrent für Geiss in Berlin. Seine Arbeiten genossen hohes Ansehen auf Grund ihrer außerordentlichen Feinheit.
In den folgenden Jahren stieg die Zahl der Unternehmer, die sich mit der Herstellung von Eisenschmuck beschäftigten, stark an.

## Technik
Gegossen wurde im Sandgussverfahren, nachdem das Roheisen zuvor im Kupolofen oder – bei kleineren Mengen – im Tiegel umgeschmolzen wurde. Daneben kam der Arbeit mit feinen Drahtgeflechten große Bedeutung zu. Um Rostbildung zu vermeiden, wurden die Schmuckstücke mit einem Firnis aus Ruß und Leinöl geschützt.
Der Formenkanon orientierte sich anfänglich, dem Zeitgeschmack entsprechend, einerseits stark an Bauelementen, insbesondere der gotischen Architektur sowie an floralen Ornamenten der Antike wie dem Akanthus, der Palmette oder dem Weinblatt. Nach 1820 erweiterte sich das Repertoire der Motive und es traten Nymphen, Grazien und Eroten auf. Typische Biedermeiermotive wie Rosenzweige oder Blumenkörbe waren häufig zu Mittelpunktakzenten gesetzt.

## Abschluss
Die Firma von Siméon Pierre Devaranne erlosch 1859. 1872 wurde die Gleiwitzer Hütte geschlossen, ein Jahr später folgte die Schließung ihres Tochterunternehmens, der staatlichen Eisenkunstgießerei Berlin.
Sammlungen: Museum Hirzenhain in Hessen, Staatliche Museen Berlin, Rheinisches Eisenkunstguss-Museum in Sayn.